# Veronica Lake
Veronica Lake (Brooklyn, Nova York, 14 de novembre de 1922 - 7 de juliol de 1973) fou una coneguda actriu cinematogràfica i model pin-up estatunidenca que es va guanyar l'aplaudiment de públic i crítica durant els anys 40, especialment pels seus papers en films de cinema negre, amb l'actor Alan Ladd.

## Els primers anys
Batejada Constance Frances Marie Ockelman, el seu pare, Harry E. Ockelman, era descendent d'alemanys i treballava per a una petroliera en un vaixell. Quan Constance tenia un any la família es va traslladar a Florida, però va tornar a Brooklyn al cap de pocs anys. El seu pare va morir en un accident laboral a Filadèlfia el 1932, quan ella tenia 9 anys. La seva mare (nascuda Constance Charlotta Trimble) es va casar llavors amb un amic de la família, Anthony Keane, que treballava en un diari. Constance va ser enviada a un col·legi catòlic, a Montreal, escola que ella odiava. Més tard es van traslladar tots a Florida. Constance va tenir una infància problemàtica i es diu que va ser diagnosticada d'esquizofrènia paranoica, encara que no hi ha proves d'això.
El 1938, es van traslladar a Beverly Hills, Califòrnia, on la seva mare la va matricular a la cèlebre Bliss-Hayden School of Acting al Beverly Hills Playhouse. La seva primera aparició en pantalla va ser un petit paper en un film de la RKO: Sorority House (1939). Van seguir treballs similars, incloent All Women Have Secrets i Dancing Co-Ed.
En el rodatge de Sorority House, el director John Farrow es va adonar per primera vegada que els cabells que li cobrien el seu ull dret li donava un aire misteriós, realçant poderosament el seu atractiu natural. Va ser presentada al productor de la Paramount Arthur Hornblower Jr, que li va canviar el nom pel de Veronica Lake. El cognom feia referència als seus profunds ulls blaus.
Veronica es va casar amb el director artístic John S. Detlie el 1940. Un altre petit paper en la comèdia Forty Little Mothers va atreure l'atenció sobre ella. El 1941, va signar un important contracte amb la Paramount Pictures. A l'agost, va tenir una filla, Elaine Detlie.

## Icona dels anys 40

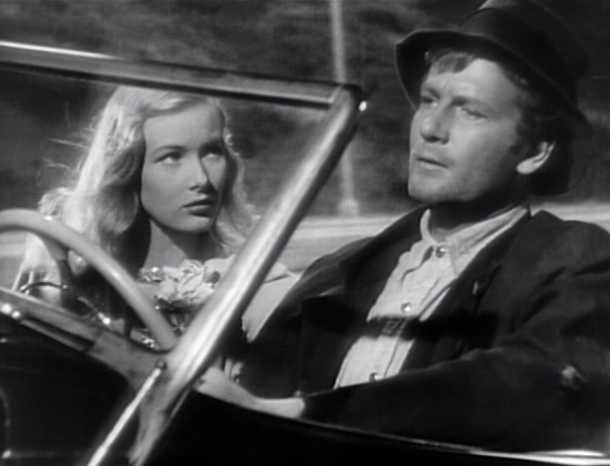
Veronica Lake i Joel McCrea a Sullivan's Travels

Va començar a despuntar seriosament amb la pel·lícula I Wanted Wings (1941), en la qual feia un paper secundari, però robava escena rere escena a la resta de protagonistes. La seva següent pel·lícula també va ser un èxit: Hold Back the Dawn (1941). Veronica ja era una actriu carismàtica, bellíssima però amb un toc de fina ironia, quan va protagonitzar els seus millors films: Sullivan's Travels (1941), This Gun for Hire (1942), amb Alan Ladd, M'he casat amb una bruixa, The Glass Key (1942), i So Proudly We Hail! (1943). M'he casat amb una bruixa li va suposar un sonor triomf. Coprotagonitzada per Fredric March, l'actor sincomodà en el rodatge per l'omnipresència de Lake davant la càmera. Posteriorment, ja no va voler tornar a treballar amb l'actriu.

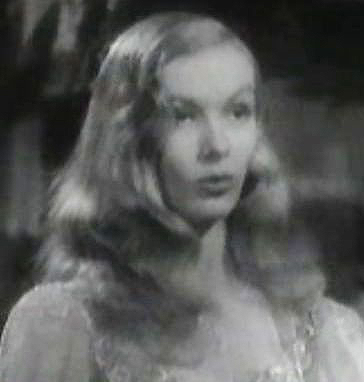
Veronica Lake a M'he casat amb una bruixa

Durant una temporada ella i Alan Ladd van copar totes les portades de les revistes. Al principi, va ser pura necessitat, ja que l'actor feia només 1,65 i l'actriu, amb el seu 1,51, se li acoblada bé. Van fer 4 pel·lícules junts. Cal ressenyar que tots dos moririen a la mateixa edat, 50 anys, en penoses condicions.
Una foto publicitària va posar de moda el seu icònic pentinat platí, anomenat Peekaboo, amagant-li un ull, l'actriu va ser immediatament universalment imitada. Malgrat la seva fama, es va guanyar una pèssima reputació personal, els companys seguien queixant-se que no es podia treballar al seu costat. La seva carrera va donar una ensopegada amb el seu paper a The Hour Before the Dawn (1944). Va perdre un fill. Un any abans, el seu primer matrimoni havia acabat en divorci.
L'actriu seguia cobrant 4.500 dòlars per setmana de treball a la Paramount quan es va casar amb el director André de Toth, el 1944. El seu tercer fill, André Michael de Toth III, va néixer a 1945. Es diu que va ser en aquest període quan va començar a beure. Va treballar a partir de llavors en diverses pel·lícules oblidables, a excepció de The Big Store (1946), en què va tornar a actuar al costat d'Alan Ladd. Durant el rodatge, l'escriptor Raymond Chandler es referia a ella com Morona Lake (moronic, en anglès: idiota, retardat). Al vèncer el 1948, la Paramount no li va renovar el contracte de treball.

## Declivi

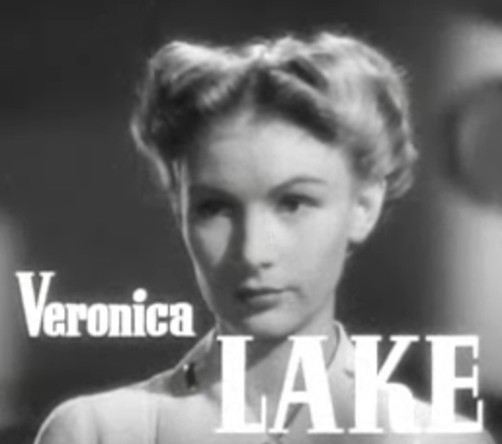
Veronica Lake a So Proudly We Hail!

La seva quarta filla, Diana de Toth, va néixer en aquest mateix any. Lake va ser demandada per la seva mare per qüestions monetàries per aquest temps. Va fer una última pel·lícula per a la 20th Century Fox, el 1952: Stronghold, film que ella detestava. Va entrar en fallida i es va divorciar de De Toth. Va patir confiscacions per no pagar impostos. Com a últim recurs, es va resignar a treballar per la televisió i els escenaris teatrals. El 1955 es va casar amb el músic Joseph A. McCarthy.
Després de trencar-se un turmell el 1959, Lake ja no va poder tornar a treballar com a actriu. Va tornar a divorciar-se i va començar a viure en hotels barats de Brooklyn i la zona de Nova York. Va ser arrestada en diverses ocasions per embriaguesa i escàndol públic. Un periodista la va trobar treballant com a cambrera en el Martha Washington Hotel de Manhattan. Ella protestà que en realitat era una clienta, però poc després va confessar la veritat. Aquesta publicitat li va proporcionar un trist retorn als escenaris. El 1966, va treballar per a la televisió com a presentadora, a la ciutat de Baltimore, també va aparèixer en un film de pèssima qualitat: Footsteps in the Snow.
La seva salut física i mental va declinar ràpidament, i a finals dels 60 se la troba a Florida, reclosa per paranoia (pel que sembla afirmava estar sent investigada per l'FBI).
Es va refer, però, momentàniament, i va aconseguir publicar una autobiografia: Veronica, rebent molta publicitat i crítiques positives. Amb els seus guanys, Lake va coproduir i protagonitzar una pel·lícula, l'última: Flesh Feast (1970), cinta de terror de baix pressupost.
En aquell moment es va traslladar al Regne Unit, on va contreure matrimoni amb un "capità de vaixell anglès" anomenat Robert Carleton-Munro. El matrimoni va ser molt breu. El 1973, va tornar als Estats Units, on va haver de ser immediatament hospitalitzada. Enemistada amb la seva família i fills, no rebia cap visita.
Aquell mateix any, prop de Burlington, Vermont, Lake va morir a l'edat de 50 anys, amb un diagnòstic d'hepatitis i insuficiència renal derivades del seu alcoholisme. Les seves cendres van ser escampades a les illes Verges.
Té una estrella al Passeig de la Fama de Hollywood, a l'altura del número 6.918 del Hollywood Boulevard, on se la recorda «per la seva contribució a la indústria del cinema».